# Papiro 79
O Papiro 79 ({\displaystyle {\mathfrak {P}}}79) é um antigo papiro do Novo Testamento que contém fragmentos do capítulo dez da Epístola aos Hebreus (10:10-12,28-30).